# 아키야마 도모미
아키야마 도모미(일본어: 秋山 智美, 1983년 2월 19일 ~ )는 일본의 여자 축구 선수이다.

## 구단 경력
나데시코 리그의 다사키 페룰레 FC, 버니즈 교토 SC에서 활동했다.

## 국가대표팀 경력
그녀는 2002년 FIFA U-19 세계 여자 축구 선수권 대회에 참가할 일본 U-19 국가대표팀에 발탁되었으며, 1경기에 출전했다.
그녀는 2006년 AFC 여자 아시안컵에 참가할 일본 국가대표팀에도 발탁되었다.